# 량자수
량자수(梁家樹, 양가수, 영문명은 Tommy Leung, 1948년 8월 5일 ~ )는 중화인민공화국 홍콩 특별행정구의 뮤지컬 배우, 연극배우, 텔레비전 드라마 제작PD, 영화감독, 영화 각색가, 영화배우, 영화연출가이다.

## 생애

### 주요 경력
- 1968년 뮤지컬 배우 데뷔.
- 1972년 연극배우 데뷔.
- 1973년 텔레비전 드라마 제작PD 데뷔.
- 1980년 홍콩 영화 《1, 2, 3, Do-Re-Mi》로 영화감독 데뷔.
- 1982년 홍콩 영화 《타수자(拖手仔)》를 감독, 이 영화로 영화 각색가 데뷔.
- 1985년 홍콩 영화 《길인천상(吉人天相)》으로 영화배우 데뷔.
- 1990년 홍콩 영화 《신혼외정(新婚外情)》으로 영화연출가 데뷔.

## 같이 보기
- 쇼브라더스